# Fern Park
Fern Park – jednostka osadnicza w Stanach Zjednoczonych, w stanie Floryda, w hrabstwie Seminole.